# Hymenocephalus hachijoensis
Hymenocephalus hachijoensis är en fiskart som beskrevs av Okamura, 1970. Hymenocephalus hachijoensis ingår i släktet Hymenocephalus och familjen skolästfiskar. Inga underarter finns listade i Catalogue of Life.